# Sandžak (teritorijalna jedinica)
Sandžak (tur.: sancak= zastava), je naziv za vojnu i upravnu teritorijalnu jedinicu drugog reda (dio vilajeta), provinciju Turskog Carstva.
Sandžaci su prvotno ( XIV st.) bili vojni ustroj konjaništva, pa prema tome i dio osmanskog vojno-feudalnog ustroja. Sandžakom je upravljao sandžak-beg.
Više sandžaka činilo je pašaluk ili ejalet]. Na pograničju su u doba osmanskih osvajanja na ustrojeni krajiški ili akindžijski sandžaci. Nova organizacija je od sredine 15. stoljeća, kad se dijele na subašiluke ili vilajete, a ovi na nahije i poslije isključivo dijele na nahije. Više je sandžaka prostiralo se na području hrvatskih zemalja. U doba osmanskih osvajanja osnovano je više sandžaka. Granice nisu bile stalne. Sandžaci koji su se protezali na hrvatskim prostorima su: Kliški, Čazmanski ili Začasna, Krčki ili Lički, Požeški, Bihaćki, Srijemski, Bosanski, Hercegovački i Zvornički. Na sjeveroistoku dio hrvatskih krajeva u Osmanskom Carstvu povremeno je bio dio Segedinskoga, Mohačkoga, Čanadskoga i Bečkerečkoga sandžaka.